# IIe législature des Cortes de Castille-La Manche
La IIe législature des Cortes de Castille-La Manche est un cycle parlementaire des Cortes de Castille-La Manche, d'une durée de quatre ans, ouvert le 2 juillet 1987 à la suite des élections du 10 juin précédent, et clos le 2 avril 1991.

## Bureau des Cortes
| Poste                  | Titulaire                 | Parti | Parti | Circonscription |
| ---------------------- | ------------------------- | ----- | ----- | --------------- |
| Président              | José Manuel Martínez      |       | PSOE  | Cuenca          |
| Premier vice-président | Javier Paulino            |       | PSOE  | Ciudad Real     |
| Premier vice-président | Rafael López (28/02/1991) |       | PSOE  | Albacete        |
| Second vice-président  | Pedro Saugar              |       | AP    | Cuenca          |
| Premier secrétaire     | Alejandro Ramos           |       | PSOE  | Tolède          |
| Second secrétaire      | Antonio López             |       | AP    | Guadalajara     |

## Groupes parlementaires
| Nom | Nom                                                     | Début | Fin | Porte-parole                                  |
| --- | ------------------------------------------------------- | ----- | --- | --------------------------------------------- |
|     | Groupe socialiste                                       | 25    | 25  | Fructuoso Díaz Anastasio López (14/09/1988)   |
|     | Groupe Alliance populaire Groupe populaire (13/03/1989) | 18    | 18  | Francisco Cañizares Jesús García (12/09/1990) |
|     | Groupe mixte                                            | 4     | 4   | Francisco Ruiz Felipe Caballero (25/10/1990)  |

## Commissions parlementaires

### Initiales
| Commission                                                                                                  | Président                      | Parti | Parti | Circonscription |
| --- | ------------------------------ | ----- | ----- | --------------- |
| Commissions permanentes législatives                                                                        |                                |       |       |                 |
| Commission de l'Agriculture, de l'Élevage et de la Pêche Commission de l'Agriculture (22/12/1989)           | Francisco Ortiz                | PSOE  |       | Tolède          |
| Commission des Affaires générales et du Gouvernement Commission des Affaires générales (22/12/1989)         | Anastasio López                | PSOE  |       | Ciudad Real     |
| Commission de l'Économie et des Finances                                                                    | Francisco López                | PSOE  |       | Guadalajara     |
| Commission de l'Économie et des Finances                                                                    | Eugenio Sánchez (30/11/1989)   | PSOE  |       | Albcate         |
| Commission de l'Éducation, de la Culture, de la Jeunesse et des Sports                                      | Pilar Andrés                   | PSOE  |       | Guadalajara     |
| Commission de l'Éducation, de la Culture, de la Jeunesse et des Sports                                      | Fructuoso Díaz (07/04/1989)    | PSOE  |       | Albacete        |
| Commission de l'Industrie, du Commerce et du Tourisme Commission de l'Industrie et du Tourisme (22/12/1989) | Agustín Jiménez                | PSOE  |       | Tolède          |
| Commission de l'Industrie, du Commerce et du Tourisme Commission de l'Industrie et du Tourisme (22/12/1989) | José María Ortega (23/11/1988) | PSOE  |       | Ciudad Real     |
| Commission de la Politique territoriale                                                                     | Mariano Castillo               | PSOE  |       | Tolède          |
| Commission du Budget                                                                                        | Mauro García                   | AP    |       | Ciudad Real     |
| Commission de la Santé et du Bien-être social                                                               | Rita Moraga                    | PSOE  |       | Albacete        |
| Commission de la Santé et du Bien-être social                                                               | Rafael López (20/12/1989)      | PSOE  |       | Albacete        |
| Commission des Transports et des Communications                                                             | Mariano Castillo               | PSOE  |       | Tolède          |
| Commissions permanentes non-législatives                                                                    |                                |       |       |                 |
| Commission du Règlement                                                                                     | José Manuel Martínez           | PSOE  |       | Cuenca          |
| Commission du Statut du député                                                                              | José Manuel Martínez           | PSOE  |       | Cuenca          |
| Commissions non-permanentes                                                                                 |                                |       |       |                 |
| Commission sur Almadén et sa comarque (30/05/1989 au 14/03/1991)                                            | Mario Mansilla                 | PSOE  |       | Ciudad Real     |

## Gouvernement et opposition
| Candidat         | Date                                       | Vote       |      |    |     | Résultat |
| Candidat         | Date                                       | Vote       | PSOE | AP | CDS | Résultat |
| José Bono (PSOE) | 14 juillet 1987 (majorité absolue requise) | Oui        | 25   |    |     | 25 / 47  |
| José Bono (PSOE) | 14 juillet 1987 (majorité absolue requise) | Non        |      | 17 |     | 17 / 47  |
| José Bono (PSOE) | 14 juillet 1987 (majorité absolue requise) | Abstention |      |    | 4   | 4 / 47   |
| José Bono (PSOE) | 14 juillet 1987 (majorité absolue requise) | Absent     |      | 1  |     | 1 / 47   |

## Désignations

### Sénateurs
| Parti | Parti | Sénateurs désignés            | Voix |
| ----- | ----- | ----------------------------- | ---- |
| PSOE  |       | Francisco Javier López García | 24   |
| AP    |       | José Lara Alén                | 18   |

- Désignation : 29 juillet 1987.

| Parti | Parti | Sénateurs désignés | Voix |
| ----- | ----- | ------------------ | ---- |
| PSOE  |       | José María Barreda | 24   |
| PP    |       | José Lara Alén     | 19   |

- Désignation : 16 novembre 1989.
- José Lara démissionne en juin 1991. Les Cortes étant dissoutes, aucun remplaçant n'est désigné.